# Misagria
Misagria es un género de libélulas de la familia Libellulidae. Incluye cuatro especies.
- Misagria bimacula Kimmins, 1943
- Misagria calverti Geijskes, 1951
- Misagria divergens De Marmels, 1981
- Misagria parana Kirby, 1889